# György Hölvényi

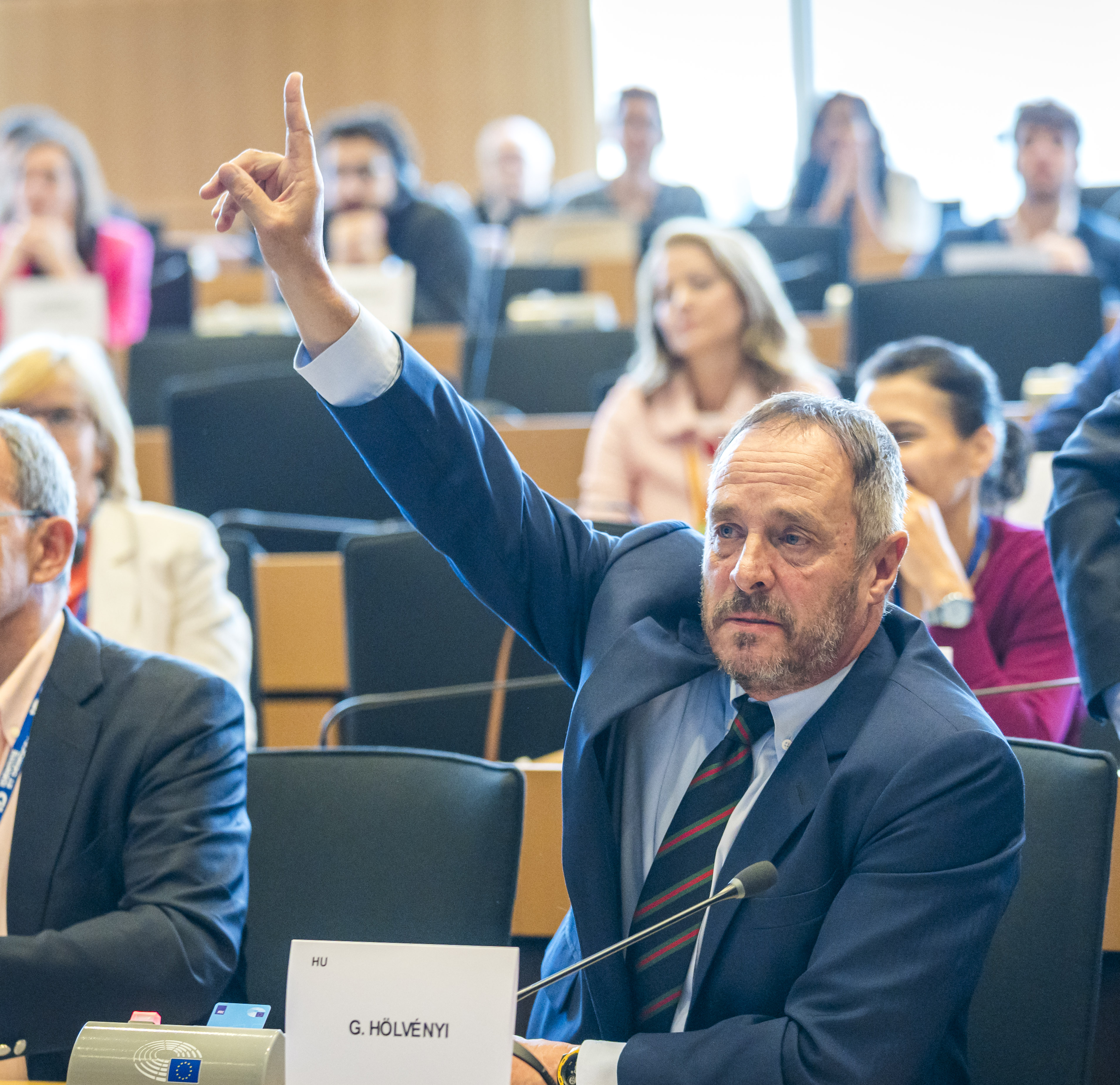
György Hölvényi em uma reunião da Comissão de Desenvolvimento

György Hölvényi é um político húngaro que actualmente actua como membro do Parlamento Europeu pelo Partido Popular Democrata Cristão.